# Coppa panamericana maschile under 23 di pallavolo 2014
La Coppa panamericana maschile under 23 di pallavolo 2014, 2ª edizione dell'omonima competizione maschile di pallavolo, si è svolta dal 5 al 10 ottobre 2014 a L'Avana, a Cuba: al torneo hanno partecipato sei squadre nazionali Under-23 nordamericane e sudamericane e la vittoria finale è andata per la prima volta a Cuba.

## Impianti
|                                                                       |  |  |
|                                                                       |  |  |
| Palacio de los Deportes Città: L'Avana Capienza: - Anno d'apertura: - |  |  |

## Regolamento

### Formula
Le squadre hanno disputato una prima fase a gironi con formula del girone all'italiana; al termine della prima fase:
- Le prime due classificate hanno acceduto alla finale.
- La terza e la quarta classificata hanno acceduto alla finale per il terzo posto.
- Le ultime due classificate hanno acceduto alla finale per il quinto posto.

### Criteri di classifica
Se il risultato finale è stato di 3-0 sono stati assegnati 5 punti alla squadra vincente e 0 a quella sconfitta, se il risultato finale è stato di 3-1 sono stati assegnati 4 punti alla squadra vincente e 1 a quella sconfitta, se il risultato finale è stato di 3-2 sono stati assegnati 3 punti alla squadra vincente e 2 a quella sconfitta.
L'ordine del posizionamento in classifica è stato definito in base a:
- Numero di partite vinte;
- Punti;
- Ratio dei set vinti/persi;
- Ratio dei punti realizzati/subiti;
- Risultati degli scontri diretti.

## Squadre partecipanti
| Squadra           | Qualificazione      | Ultima partecipazione |
| ----------------- | ------------------- | --------------------- |
| Cuba              | Paese organizzatore | Debutto               |
| El Salvador       | -                   | Debutto               |
| Guatemala         | -                   | Debutto               |
| Messico           | -                   | Canada 2012           |
| Rep. Dominicana   | -                   | Canada 2012           |
| Trinidad e Tobago | -                   | Debutto               |

## Torneo

### Round-robin

#### Risultati
| 5 ottobre 2014 Palacio de los Deportes, L'Avana Durata: 1h:41 - Spettatori: 200 | Guatemala         | 1 - 3 | Messico           | 25-23, 23-25, 20-25, 17-25        |
| 5 ottobre 2014 Palacio de los Deportes, L'Avana Durata: 1h:03 - Spettatori: 300 | El Salvador       | 0 - 3 | Rep. Dominicana   | 15-25, 12-25, 13-25               |
| 5 ottobre 2014 Palacio de los Deportes, L'Avana Durata: 0h:58 - Spettatori: 300 | Cuba              | 3 - 0 | Trinidad e Tobago | 25-14, 25-12, 25-10               |
| 6 ottobre 2014 Palacio de los Deportes, L'Avana Durata: 1h:09 - Spettatori: 100 | Trinidad e Tobago | 0 - 3 | Rep. Dominicana   | 12-25, 25-27, 14-25               |
| 6 ottobre 2014 Palacio de los Deportes, L'Avana Durata: 1h:03 - Spettatori: 125 | El Salvador       | 0 - 3 | Messico           | 18-25, 9-25, 12-25                |
| 6 ottobre 2014 Palacio de los Deportes, L'Avana Durata: 1h:08 - Spettatori: 300 | Cuba              | 3 - 0 | Guatemala         | 25-15, 25-15, 25-17               |
| 7 ottobre 2014 Palacio de los Deportes, L'Avana Durata: 1h:35 - Spettatori: 100 | Guatemala         | 3 - 1 | Trinidad e Tobago | 25-18, 23-25, 25-21, 25-16        |
| 7 ottobre 2014 Palacio de los Deportes, L'Avana Durata: 2h:03 - Spettatori: 200 | Rep. Dominicana   | 2 - 3 | Messico           | 25-27, 31-29, 25-19, 22-25, 13-15 |
| 7 ottobre 2014 Palacio de los Deportes, L'Avana Durata: 1h:06 - Spettatori: 300 | Cuba              | 3 - 0 | El Salvador       | 25-15, 25-17, 25-13               |
| 8 ottobre 2014 Palacio de los Deportes, L'Avana Durata: 0h:44 - Spettatori: 150 | Messico           | 3 - 0 | Trinidad e Tobago | 25-16, 25-17, 25-17               |
| 8 ottobre 2014 Palacio de los Deportes, L'Avana Durata: 1h:33 - Spettatori: 200 | El Salvador       | 1 - 3 | Guatemala         | 25-15, 16-25, 20-25, 17-25        |
| 8 ottobre 2014 Palacio de los Deportes, L'Avana Durata: 1h:11 - Spettatori: 300 | Cuba              | 3 - 0 | Rep. Dominicana   | 25-19, 25-13, 25-22               |
| 9 ottobre 2014 Palacio de los Deportes, L'Avana Durata: 1h:12 - Spettatori: 100 | El Salvador       | 0 - 3 | Trinidad e Tobago | 23-25, 23-25, 18-25               |
| 9 ottobre 2014 Palacio de los Deportes, L'Avana Durata: 1h:31 - Spettatori: 200 | Rep. Dominicana   | 3 - 1 | Guatemala         | 18-25, 25-16, 25-20, 25-16        |
| 9 ottobre 2014 Palacio de los Deportes, L'Avana Durata: 1h:07 - Spettatori: 500 | Cuba              | 3 - 0 | Messico           | 25-18, 25-17, 25-15               |

#### Classifica
| Pos | Squadra           | Pt | G | V | P | SV | SP | Ratio | PF  | PS  | Ratio |
| --- | ----------------- | -- | - | - | - | -- | -- | ----- | --- | --- | ----- |
| 1   | Cuba              | 25 | 5 | 5 | 0 | 15 | 0  | MAX   | 375 | 232 | 1.616 |
| 2   | Messico           | 17 | 5 | 4 | 1 | 12 | 6  | 2.000 | 413 | 365 | 1.132 |
| 3   | Rep. Dominicana   | 16 | 5 | 3 | 2 | 11 | 7  | 1.571 | 415 | 358 | 1.159 |
| 4   | Guatemala         | 10 | 5 | 2 | 3 | 8  | 11 | 0.727 | 397 | 424 | 0.936 |
| 5   | Trinidad e Tobago | 6  | 5 | 1 | 4 | 4  | 12 | 0.333 | 292 | 389 | 0.751 |
| 6   | El Salvador       | 1  | 5 | 0 | 5 | 1  | 15 | 0.067 | 266 | 390 | 0.682 |

### Fase finale

#### Finale 5º posto
| 10 ottobre 2014 Palacio de los Deportes, L'Avana Durata: 1h:12 - Spettatori: 100 | Trinidad e Tobago | 0 - 3 | El Salvador | 23-25, 23-25, 18-25 |

#### Finale 3º posto
| 10 ottobre 2014 Palacio de los Deportes, L'Avana Durata: 1h:10 - Spettatori: 300 | Rep. Dominicana | 3 - 0 | Guatemala | 25-18, 25-20, 25-15 |

#### Finale
| 10 ottobre 2014 Palacio de los Deportes, L'Avana Durata: 1h:11 - Spettatori: 1 500 | Cuba | 3 - 0 | Messico | 25-23, 25-14, 25-23 |

## Classifica finale
| Pos     | Squadra           | Rosa |
| ------- | ----------------- | --- |
| Oro     | Cuba              | Formazione: 2 Romero, 3 Calvo, 4 Sosa, 6 Montes, 7 García, 9 Osoria, 11 Fundora, 12 Alfonso, 17 Chapman, 18 Hernández, 20 Uriarte, 22 Rendón, CT: Sánchez                       |
| Argento | Messico           | Formazione: 1 Mendoza, 2 Serrano, 3 Perales, 4 González, 5 Araujo, 6 Garay, 7 Chávez, 9 Duarte, 10 Ugalde, 11 Ceballos, 12 Martínez, 17 Moreno, CT: Vilches                     |
| Bronzo  | Rep. Dominicana   | Formazione: 1 Romero, 3 Rodríguez, 4 Polanco, 5 Miéses, 6 Diaz, 7 Frías, 8 Henry López, 9 Adames, 10 Rodríguez, 11 de Jesús, 12 Arredondo, 15 Rosario, CT: Álvarez              |
| 4       | Guatemala         | Formazione: 2 López, 3 Chacón, 4 Menéndez, 5 Flores, 6 Cardona, 7 González, 8 Duarte, 10 Sosa, 11 Mendoza, 14 Chinchilla, 15 Aragón, 16 González, CT: Lucas                     |
| 5       | Trinidad e Tobago | Formazione: 3 Williams, 4 Grant, 5 Edwards, 6 Besson, 8 Basdeo, 9 Deonath, 10 Gloud, 11 Phillip, 13 Prescott, 14 Theodore, 15 Hudson, 18 Legall, CT: Dickson                    |
| 6       | El Salvador       | Formazione: 2 A. Guatemala, 4 Rivas, 5 Menjívar, 6 Sandoval, 8 Vargas, 9 Carranza, 10 Recinos, 12 Henríquez, 13 Rodríguez, 16 Alemán, 18 Hernández, 20 C. Guatemala, CT: Rivera |

## Premi individuali
| Premio                | Nome           | Squadra         |
| --------------------- | -------------- | --------------- |
| MVP                   | Osniel Rendón  | Cuba            |
| Miglior realizzatore  | Luis Adames    | Rep. Dominicana |
| Miglior servizio      | Osniel Rendón  | Cuba            |
| Miglior difesa        | Enger Miéses   | Rep. Dominicana |
| Miglior ricevitore    | Yonder García  | Cuba            |
| Miglior palleggiatore | Ricardo Calvo  | Cuba            |
| Miglior opposto       | Alexis Garay   | Messico         |
| Miglior schiacciatore | Luis Adames    | Rep. Dominicana |
| Miglior schiacciatore | Lázaro Fundora | Cuba            |
| Miglior centrale      | Liván Osoria   | Cuba            |
| Miglior centrale      | Mario Frías    | Rep. Dominicana |
| Miglior libero        | Enger Miéses   | Rep. Dominicana |